# アーマード・コア マスターオブアリーナ
『アーマード・コア マスターオブアリーナ』（ARMORED CORE MASTER OF ARENA）は、1999年2月4日にフロム・ソフトウェアから発売されたPlayStation用ロボットアクションゲームであり、『アーマード・コアシリーズ』の3作目である。通称は『MOA』もしくは『MoA』（Master Of Arenaから）。

## 概要
3作目でありPSでリリースされた最後の作品。ストーリーは1作目に登場した「ナインボール」に焦点を当てたものであり、主人公の復讐の物語でもある。ステージは以前よりも敵が多く戦闘に重きが置かれている。また、OPムービーの制作環境が3ds Maxに変更されたことで画質が前作までと比較して格段に向上している。
本作はシリーズ初のディスク2枚組となっている。ディスク1はミッションやアリーナなどの基本的なゲームが収録されており、ディスク2はストーリーとは無関係なアリーナが収録されている。使用脚部を限定したアリーナが4種、当時刊行されていたPlayStation専門のゲーム雑誌の編集スタッフが作成した機体のアリーナ、フロム・ソフトウェア社員が作成した機体のアリーナ、当時の公式大会優勝者の機体のチャンピオンアリーナ、高難易度のマスターアリーナの8種に加え、簡単なAI設定の組み合わせでアリーナを作るカスタムアリーナが収録されている。
チャンピオンアリーナに参加した1名は後にフロム・ソフトウェアに入社し『DARK SOULS』シリーズに参加している。また安達亨が参加している。
なお、これまでのシリーズでは2画面対戦をするためにはCD-ROMが2枚必要だったが、本作では2枚組になっているため、ディスク1とディスク2を使えばソフト1本で通信対戦が可能となっている。これには製作者側がプレイヤーに対戦を勧めるためという意図があった。

## ゲームシステム
基本的なゲームシステムは前々作『AC1』、前作『PP』を踏襲している。
データコンバート
前々作『AC1』、前作『PP』のセーブデータからのコンバートが可能。所持パーツ、機体カラーリング、エンブレム、所持金等を本作に引き継ぐことが可能。
PS4/PS5版はセーブデータの仕様上引き継ぎを行うことができないため、強化人間について救済処置が追加された。
パーツのパラメータ修正
前作まで対戦バランスを崩す要因となっていたパーツが存在したことから、本作ではほぼ全てのパーツのパラメータが修正された。これにより、対戦バランスが良い作品の一つとなっている。
ミッション
本作のミッション数は19。ランカーACと対戦するミッションが多く、ナインボール・セラフと戦う「工場侵入」のミッションのみ歴代シリーズの中でも高難易度という際立った仕様のため、前々作『AC1』、前作『PP』と比べて難易度は高いが、「工場侵入」を除いたミッションの難易度は前作『PP』とほぼ同じ程度にバランス調整されている。
アリーナ
前作とほぼ同じだが、本作ではミッションの進行状況とリンクする。ミッションの進行状況次第でランカーACとの対戦が可能となる。1位に君臨するナインボールのみ対戦出来ない。ゲームをクリアすると「ナインボールを倒した」という扱いとなるため、ゲームクリア後は自動的にランキング1位に到達する。また、ゲームクリア後はナインボールとの対戦が可能。
EXアリーナ
ストーリーとは無関係のアリーナ。ディスク2を使用する。ディスク2で入手したパーツはディスク1で使用することが可能。

## ストーリー
“大破壊”と呼ばれる最終戦争によって人類が地上を追われ、その住みかを大地の底に移して約半世紀。すでに国家という概念はなく、企業によって管理される地下複合都市群が世界のすべてとなった時代。世界各国に散らばった地下複合都市群は、支配権を巡る戦争をくり広げていた。そこで新世代の戦術兵器として台頭してきたのが、目標や目的に応じて装備を変更し、戦術に柔軟に対応できる兵器システム“アーマード・コア”である。企業間抗争はどの陣営にも属さない自由な傭兵“レイヴン＝ネスト”というネットワーク組織によって統括され、自分専用のアーマード・コアを駆り、報酬によって任務を遂行。世界の影の部分を動かしていた。ある日、地下世界有数の規模を誇る複合都市“アイザック・シティ”で、ふたつの巨大企業による支配権を巡る戦いが起こった。そして主人公は、この戦いに巻き込まれ家族を殺されてしまう。“レイヴン”、“赤と黒の機体”、“9のマーク”。家族を殺した憎むべき相手に関して、彼が知り得たのはそれだけだった。数か月後、主人公はひとりの人物、「元レイヴンであり、今はレイヴンを志す者へのマネージメントを行っている」者のもとを訪ねた。自らレイヴンとなり家族を殺したレイヴンを探し出すために。
『AC1』より若干過去（ただし実質的に並行）の時代、最上位のランカーレイヴン・ハスラー・ワンが駆るAC「ナインボール」によって家族を失った主人公は、ラナ・ニールセンと名乗る女性の斡旋によりレイヴンとなる。新興企業プログテック社に接近した主人公はラナと決別、ほどなくナインボールの襲撃を受ける。幾度かの激戦の末に彼はハスラー・ワンの正体を知ることとなる。

## 登場キャラクター
ハスラー・ワン
声：檜山修之
長年アリーナのトップに君臨する、文字通り最強の強さを誇るレイヴン。その正体はネストの保有する実働部隊のAIであり、ハスラー・ワンという人物は存在しない（ただしモデルとなった人物が存在していた可能性がある）。もっとも、世間一般にはその事実は秘匿されているため、一般市民からしてみれば、彼はあくまでも伝説的な強さを持ったレイヴンでしかない。そのため、本作から約70年の時を経た『AC2』の時代にもその名は知れ渡っている。
ラナ・ニールセン
声：渡辺久美子
家族を失った主人公に接触し、そのマネージングを担当する元レイヴンの女性。しかし彼女もまたネストに関連する人物、または実体を持たないAIであると予想される。"管理するもの"として地下世界の勢力均衡に重要な役割を持つレイヴンの育成を行う事が彼女の使命だった。
エラン・キュービス
声：松本保典
新興企業『プログテック』に所属する技術者。ラナと疎遠になった主人公に対してサポートを行う。

## 登場組織
プログテック
画期的なAC用パーツを多数リリースする新興企業。エラン・キュービスが所属する。
イヅモマテリアル
ムラクモ・ミレニアムのグループ企業。宇宙開発に力を注いでいる。
R&Gインダストリー
クロームのグループ企業。同じく宇宙開発に力を注ぐイヅモマテリアルとは対立関係にある。

## 小説版
ファミ通文庫より、本作の公式小説が刊行されている。著者は篠崎砂美。イラストは松野大秀による。
基本的なストーリーの流れはゲーム版と共通しているが、小説版オリジナルのキャラクターも登場する。
なお、本作の冒頭にはゲームのプロローグでも表示される『レイヴンになりたいのか?（Wanna be a raven?）』という問い掛けがあるのだが、「raven」のスペルが誤植により「laven」になっている。
なお、クリア時のスタッフロールには篠崎の名前も入っている。

### 小説版のみの登場人物
フリッツ・バーン
本作の主人公であり、ゲーム版におけるプレイヤーキャラにあたる。
基本的な設定はゲーム版と共通であり、家族をハスラー・ワンによって奪われたことから、復讐を果たすためにレイヴンとなる。
搭乗する機体は“アヴェンジャーTYPE1～3”及び“アナイアレイター”とその改良型“アナイアレイター＋”で、いずれも中量2脚型でありゲーム内のパーツでブレード以外を再現可能。アナイアレイターはパッケージに描かれOPムービーにも登場するが重量過多になる（1作目のオールクリアデータをコンバートすれば出撃可能）。小説ではエランによるカスタム機という設定が追加されている。なお、アナイアレイター＋は脚部変更により重量過多にはならない。名称自体は小説版独自のものでゲーム中では言及されない。
使用するエンブレムはタロットカードの死神。
ビンテージ
小説版オリジナルの女性レイヴン。プログテック専属でテストパイロットを務める。
乗機は重量逆関節に武器腕（AW-R/4）を装備した“オレンジ・ペコ”。エンブレムは輪切りにしたオレンジとティーカップ。
ゲームでは違反無しで機体を再現可能。